# عالیه اقدام دوست
عالیه اقدام دوست زاده (۱ مرداد ۱۳۳۲ در فومن) نخستین زندانی در ایران است که برای فعالیتی در راستای حقوق زنان، حکم زندان درباره‌اش اجرا شده‌است.
او به جرم شرکت در تجمع مسالمت‌آمیز ۲۲ خرداد ۱۳۸۵ در میدان هفت تیر تهران به سه سال حبس قطعی محکوم شد.
در حالی که وی نه قبل و نه بعد از دستگیری ارتباطی با تجمع کنندگان و فعالان حقوق زنان نداشت و خویشاوند درجه یک نیز برای پیگیری وضعیت پرونده‌اش ندارد.
عالیه اقدام دوست معلم آموزش و پرورش بود که پس از انقلاب ۱۳۵۷ اخراج شده و از سال ۶۲ تا ۶۸ به دلیل فعالیت سیاسی در زندان بوده‌است.
یکی از برادران او به نام محمد تقی اقدام دوست نیز در سال ۱۳۳۱ در زندان رشت اعدام شده‌است.
پدر و مادر وی درگذشته‌اند و فرزندی ندارد و سال‌ها قبل نیز از همسر خود جدا شده‌است.
او دربارهٔ ورود به فعالیت در حوزه زنان می‌گوید «من از کودکی طعم تبعیض را چشیده و در طول دوران زندگی‌ام نیز بارها با نابرابری قوانین مواجه شده بودم، به‌طور مثال زمانی که قصد داشتم از همسرم جدا شوم قوانین طلاق تمام حقوق من به عنوان یک انسان را نادیده می‌گرفت در حالی که همسرم می‌توانست بدون هیچ دلیل موجهی از من جدا شود.
اما این که چگونه وارد فعالیت در حوزهٔ زنان شدم روایت دیگریست. من همیشه پیگیر اخبار زنان و فعالیت‌های گروه‌های مختلف بودم اما تجمع ۲۲ خرداد اولین باری بود که به دلیل اعتقاد جدی ام به تغییر قوانین تعیض‌آمیز پا به این حوزه گذاشتم و متأسفانه در همان روز نیز دستگیر شدم البته برابری جنسیتی تنها خواسته و دغدغه من نیست، من خواسته‌های دیگری نیز دارم که در جهت آن‌ها نیز فعالیت می‌کنم. همان‌طور که در نامه‌ام از زندان نیز نوشته بودم بحث تبعیض طبقاتی، افزایش نرخ تورم و بیکاری، کاهش خدمات بهداشتی، گسترش اعتیاد، فقر و فحشا و افزایش نابسامانی‌های اقتصادی مخصوصاً با بالا رفتن پرداخت حق‌السهم مردم از جمله دغدغه‌های جدی من است که همواره سعی کردم در فعالیت‌هایم مورد توجه قرار دهم.»
گروه‌های مختلف جنبش زنان ایران در بیانیه‌ای مشترک اعلام کردند «…طبق اصل ۲۷ قانون اساسی تجمعات آرام و مسالمت‌آمیز، قانونی اعلام شده‌است و صدور حکم ۳ سال حبس تعزیری برای عالیه اقدام دوست که تنها و تنها در این تجمع حضور داشته‌است، اساساً فاقد وجاهت قانونی است، چه برسد به آن که اجرای آن چنین شتابزده مورد اجرا قرار بگیرد. …این اقدامات در حالی که به آستانه روز جهانی زن (هشتم مارس) نزدیک می‌شویم، ما را بر آن می‌دارد که به این نتیجه برسیم گویا مجریان چنین قوانین ناعادلانه‌ای قرار است، «مظلوم‌ترین» یاران جنبش زنان را به گروگان گیرند تا جنبش زنان را در منگنه هرچه بیشتر قرار دهند. اما یادآور می‌شویم که فعالان جنبش زنان طی سال‌ها فعالیت خود نشان داده‌اند که همواره در چهارچوب‌های قانونی و مسالمت‌آمیز حرکت کرده‌اند و انتظار دارند مسئولان نیز به حدود قانونی خود بسنده کنند وگرنه بی شک چنین اقدامات عجولانه و غیرقانونی اگر از سوی مسئولان کشوری انجام گیرد، جنبش زنان نیز نیز ساکت نخواهد نشست و از تمامی ابزارهایی که در دست دارد برای اعتراض به این رویه خلاف حقوق بشر استفاده خواهد کرد.»

## بازداشت و زندان
او در ۱۲ بهمن ۱۳۸۷ در منزل پدری خود در فومن توسط دو مأمور با حکم بازداشت از سوی دادگستری فومن بازداشت شد و به تهران منتقل شد. ساعت ۱۱ شب به تهران رسیدند و از آنجا که هیچ‌یک از مأموران نشانی دادگاه انقلاب تهران را نداشتند به دادگاه انقلاب تهران رفتند که در آن ساعت تعطیل بود؛ بنابراین به بازداشتگاه وزرا مراجعه کردند تا شب را در آن بازداشتگاه بگذراند و صبح فردا دوباره به دادگاه انقلاب منتقل شد. او پس از انجام مراحل اداری، به دستور شعبه ۶ اجرای احکام دادگاه انقلاب به زندان اوین منتقل شد